# 特ネタ!ニッポン宝島
『特ネタ!ニッポン宝島』（とくネタ ニッポンたからじま）は、2001年10月9日から2002年1月29日まで、TBS系列で放送されたバラエティ番組である。放送時間は、毎週火曜19:00 - 19:54（JST）。

## 概要
『めっけMON!』をリニューアルし、開始された番組である。司会は引き続き徳光和夫と岡江久美子。レギュラーには恵俊彰などがいた。

## スポンサー
前半は複数社提供で、後半はPOLA、日本リーバ（現・ユニリーバ・ジャパン）が筆頭スポンサーだった。
POLAは後番組『サバイバー』から『ぴったんこカン・カン』の初期までTBS系列火曜夜7時枠の一社提供を続けていた。
| TBS系 火曜19時枠 | TBS系 火曜19時枠    | TBS系 火曜19時枠      |
| 前番組           | 番組名              | 次番組                |
| ---------------- | ------------------- | --------------------- |
| めっけMON!       | 特ネタ!ニッポン宝島 | 火曜特番 ↓ サバイバー |

| スタブアイコン | サブスタブ | この項目は、まだ閲覧者の調べものの参照としては役立たない、テレビ番組に関連した書きかけの項目です。この項目を加筆・訂正などしてくださる協力者を求めています（P:テレビ/PJ:放送または配信の番組）。 |